# 講談社漫画賞
講談社漫画賞（こうだんしゃまんがしょう）は、講談社の主催する漫画作品を対象とした漫画賞である。

## 概要
1960年（昭和35年）に講談社創業50周年記念事業で設置された「講談社三賞」の一部門「講談社児童まんが賞」（第1回から第9回まで実施）が前身。1970年（昭和45年）創業60周年記念事業で新たに発足した「講談社出版文化賞 児童まんが部門」（第1回から第7回まで実施）を経て、1977年（昭和52年）に独立した賞「講談社漫画賞」となり、第1回が選ばれてから部門を拡充を行っている。
全般的に講談社の雑誌に掲載された作品が選ばれることが多いが、他社発行誌の作品も僅かながら受賞している。ただし、少女部門に関しては集英社などの他社発行誌の作品のみが選ばれる年も多い。

## 受賞作

### 1970年代（1977年 - 1979年）
第1回（1977年〈昭和52年〉度）
- 少年部門
  - 『ブラック・ジャック』：手塚治虫（週刊少年チャンピオン/秋田書店）
  - 『三つ目がとおる』：手塚治虫（週刊少年マガジン/講談社）

- 少女部門
  - 『はいからさんが通る』：大和和紀（週刊少女フレンド・講談社）
  - 『キャンディ・キャンディ』：いがらしゆみこ（原作：水木杏子）（なかよし/講談社）

第2回（1978年〈昭和53年〉度）
- 少年部門
  - 『フットボール鷹』：川崎のぼる（週刊少年マガジン/講談社）

- 少女部門
  - 『生徒諸君!』：庄司陽子（週刊少女フレンド/講談社）

第3回（1979年〈昭和54年〉度）
- 少年部門
  - 『翔んだカップル』：柳沢きみお（週刊少年マガジン/講談社）

- 少女部門
  - 『綿の国星』:大島弓子（LaLa/白泉社）

### 1980年代
第4回（1980年〈昭和55年〉度）
- 少年部門
  - 『凄ノ王』：永井豪（週刊少年マガジン/講談社）

- 少女部門
  - 『れもん白書』：吉田まゆみ（mimi/講談社）

第5回（1981年〈昭和56年〉度）
- 少年部門
  - 『1・2の三四郎』：小林まこと（週刊少年マガジン/講談社）

- 少女部門
  - 『おはよう!スパンク』：たかなししずえ（原作：雪室俊一）（なかよし/講談社）

第6回（1982年〈昭和57年〉度）
- 少年部門
  - 『岳人列伝』：村上もとか（少年ビッグコミック/小学館）

- 少女部門
  - 『妖鬼妃伝』：美内すずえ（なかよし/講談社）

- 一般部門
  - 『狩人の星座』：里中満智子（ヤングレディ/講談社）

第7回（1983年〈昭和58年〉度）
- 少年部門
  - 『Theかぼちゃワイン』：三浦みつる（週刊少年マガジン/講談社）

- 少女部門
  - 『日出処の天子』：山岸凉子（LaLa/白泉社）

- 一般部門
  - 『P.S. 元気です、俊平』：柴門ふみ（週刊ヤングマガジン/講談社）

第8回（1984年〈昭和59年〉度）
- 少年部門
  - 『バツ&テリー』：大島やすいち（週刊少年マガジン/講談社）

- 少女部門
  - 『Lady Love』：小野弥夢（別冊少女フレンド/講談社）

- 一般部門
  - 『AKIRA』：大友克洋（週刊ヤングマガジン/講談社）

第9回（1985年〈昭和60年〉度）
- 少年部門
  - 『バリバリ伝説』：しげの秀一（週刊少年マガジン/講談社）

- 少女部門
  - 『まひろ体験』：西尚美（週刊少女フレンド/講談社）

- 一般部門
  - 『おかしな二人』：さだやす圭（原作：やまさき十三）（モーニング/講談社）

第10回（1986年〈昭和61年〉度）
- 少年部門
  - 『コータローまかりとおる!』：蛭田達也（週刊少年マガジン/講談社）

- 少女部門
  - 『有閑倶楽部』：一条ゆかり（りぼん/集英社）

- 一般部門
  - 『アドルフに告ぐ』：手塚治虫（週刊文春/文藝春秋）
  - 『ホワッツマイケル』：小林まこと（モーニング/講談社）

第11回（1987年〈昭和62年〉度）
- 少年部門
  - 『鉄拳チンミ』：前川たけし（月刊少年マガジン/講談社）

- 少女部門
  - 『なな色マジック』：あさぎり夕（なかよし/講談社）

- 一般部門
  - 『アクター』：かわぐちかいじ（モーニング/講談社）

第12回（1988年〈昭和63年〉度）
- 少年部門
  - 『ミスター味っ子』：寺沢大介（週刊少年マガジン/講談社）

- 少女部門
  - 『純情クレイジーフルーツ』：松苗あけみ（ぶ〜け/集英社）

- 一般部門
  - 『ぼのぼの』：いがらしみきお（天才くらぶ・まんがくらぶ・まんがライフ/竹書房）
  - 『ビー・バップ・ハイスクール』：きうちかずひろ（週刊ヤングマガジン/講談社）

第13回（1989年〈平成元年〉度）
- 少年部門
  - 『名門!第三野球部』：むつ利之（週刊少年マガジン/講談社）

- 少女部門
  - 『白鳥麗子でございます!』：鈴木由美子（mimi/講談社）
  - 『ちびまる子ちゃん』：さくらももこ（りぼん/集英社）

- 一般部門
  - 『コミック昭和史』：水木しげる（描き下ろし作品/講談社）

### 1990年代
第14回（1990年〈平成2年〉度）
- 少年部門
  - 『修羅の門』：川原正敏（月刊少年マガジン/講談社）

- 少女部門
  - 『プライド』：万里村奈加（mimi/講談社）

- 一般部門
  - 『沈黙の艦隊』：かわぐちかいじ（モーニング/講談社）
  - 『ゴリラーマン』：ハロルド作石（週刊ヤングマガジン/講談社）

第15回（1991年〈平成3年〉度）
- 少年部門
  - 『はじめの一歩』：森川ジョージ（週刊少年マガジン/講談社）

- 少女部門
  - 『永遠の野原』：逢坂みえこ（ぶ〜け/集英社）

- 一般部門
  - 『課長島耕作』：弘兼憲史（モーニング/講談社）
  - 『悪女』：深見じゅん（BE・LOVE/講談社）

第16回（1992年〈平成4年〉度）
- 少年部門
  - 『風光る』：川三番地（原作：七三太朗）（月刊少年マガジン/講談社）

- 少女部門
  - 『うちのママが言うことには』：岩館真理子（ヤングユー/集英社）

- 一般部門
  - 『ナニワ金融道』：青木雄二（モーニング/講談社）

第17回（1993年〈平成5年〉度）
- 少年部門
  - 『3×3 EYES』：高田裕三（週刊ヤングマガジン/講談社）

- 少女部門
  - 『美少女戦士セーラームーン』：武内直子（なかよし/講談社）

- 一般部門
  - 『寄生獣』：岩明均（月刊アフタヌーン/講談社）

第18回（1994年〈平成6年〉度）
- 少年部門
  - 『シュート!』：大島司（週刊少年マガジン/講談社）

- 少女部門
  - 『君の手がささやいている』：軽部潤子（mimi/講談社）

- 一般部門
  - 『鉄人ガンマ』：山本康人（モーニング/講談社）

第19回（1995年〈平成7年〉度）
- 少年部門
  - 『金田一少年の事件簿』：さとうふみや（原案：天樹征丸、原作：金成陽三郎）（週刊少年マガジン/講談社）

- 少女部門
  - 『世界でいちばん優しい音楽』：小沢真理（Kiss/講談社）

- 一般部門
  - 『花田少年史』：一色まこと（ヤンマガUppers/講談社）

第20回（1996年〈平成8年〉度）
- 少年部門
  - 『将太の寿司』：寺沢大介（週刊少年マガジン/講談社）

- 少女部門
  - 『天然コケッコー』：くらもちふさこ（コーラス/集英社）

- 一般部門
  - 『行け!稲中卓球部』：古谷実（週刊ヤングマガジン/講談社）

第21回（1997年〈平成9年〉度）
- 少年部門
  - 『龍狼伝』：山原義人（月刊少年マガジン/講談社）

- 少女部門
  - 『八雲立つ』：樹なつみ（花とゆめ/白泉社）

- 一般部門
  - 『ドラゴンヘッド』：望月峯太郎（週刊ヤングマガジン/講談社）

第22回（1998年〈平成10年〉度）
- 少年部門
  - 『GTO』：藤沢とおる（週刊少年マガジン/講談社）

- 少女部門
  - 『こどものおもちゃ』：小花美穂（りぼん/集英社）

- 一般部門
  - 『賭博黙示録カイジ』：福本伸行（週刊ヤングマガジン/講談社）
  - 『蒼天航路』：王欣太（原作：李學仁）（モーニング/講談社）

第23回（1999年〈平成11年〉度）
- 少年部門
  - 『カメレオン』：加瀬あつし（週刊少年マガジン/講談社）

- 少女部門
  - 『ピーチガール』：上田美和（別冊フレンド/講談社）

- 一般部門
  - 『湾岸ミッドナイト』：楠みちはる（週刊ヤングマガジン/講談社）

### 2000年代
第24回（2000年〈平成12年〉度）
- 少年部門
  - 『哲也-雀聖と呼ばれた男』：星野泰視（原作：さいふうめい）（週刊少年マガジン/講談社）

- 少女部門
  - 『ぐるぐるポンちゃん』：池沢理美（別冊フレンド/講談社）

- 一般部門
  - 『バガボンド』：井上雄彦（原作：吉川英治）（モーニング/講談社）

第25回（2001年〈平成13年〉度）
- 少年部門
  - 『ラブひな』：赤松健（週刊少年マガジン/講談社）

- 少女部門
  - 『フルーツバスケット』：高屋奈月（花とゆめ/白泉社）

- 一般部門
  - 『20世紀少年』：浦沢直樹（ビッグコミックスピリッツ/小学館）

第26回（2002年〈平成14年〉度）
- 少年部門
  - 『魁!!クロマティ高校』：野中英次（週刊少年マガジン/講談社）
  - 『BECK』：ハロルド作石（月刊少年マガジン/講談社）

- 少女部門
  - 『西洋骨董洋菓子店』：よしながふみ（Wings/新書館）

- 一般部門
  - 『ジパング』：かわぐちかいじ（モーニング/講談社）

第27回（2003年〈平成15年〉度）
選考委員：内舘牧子・きうちかずひろ・さだやす圭・庄司陽子・鈴木由美子（欠）・七三太朗・弘兼憲史（賞状・ブロンズ像・副賞100万円）
この回にて児童部門を新設。
- 児童部門
  - 『ミルモでポン!』：篠塚ひろむ（ちゃお/小学館）

- 少年部門
  - 『クニミツの政』：朝基まさし（原作：安童夕馬）（週刊少年マガジン/講談社）

- 少女部門
  - 『ハチミツとクローバー』：羽海野チカ（ヤングユー/集英社）
  - 『きみはペット』：小川彌生（Kiss/講談社）

- 一般部門
  - 『天才柳沢教授の生活』：山下和美（モーニング/講談社）

第28回（2004年〈平成16年〉度）
選考委員：内舘牧子・きうちかずひろ・さだやす圭・庄司陽子・七三太朗・弘兼憲史・深見じゅん（賞状・ブロンズ像・副賞100万円）
- 児童部門
  - 『ウルトラ忍法帖』シリーズ：御童カズヒコ（コミックボンボン/講談社）

- 少年部門
  - 『遮那王 義経』：沢田ひろふみ（月刊少年マガジン/講談社）

- 少女部門
  - 『のだめカンタービレ』：二ノ宮知子（Kiss/講談社）

- 一般部門
  - 『バジリスク 〜甲賀忍法帖〜』：せがわまさき（原作：山田風太郎）（ヤングマガジンアッパーズ/講談社）

第29回（2005年〈平成17年〉度）
選考委員：内舘牧子・軽部潤子・きうちかずひろ・さだやす圭・七三太朗・弘兼憲史・深見じゅん（賞状・ブロンズ像・副賞100万円）
- 児童部門
  - 『シュガシュガルーン』：安野モヨコ（なかよし/講談社）

- 少年部門
  - 『capeta』：曽田正人（月刊少年マガジン/講談社）

- 少女部門
  - 『おいピータン!!』：伊藤理佐（Kiss/講談社）
  - 『恋文日和』：ジョージ朝倉（別冊フレンド/講談社）

- 一般部門
  - 『ドラゴン桜』：三田紀房（モーニング/講談社）

第30回（2006年〈平成18年〉度）
選考委員：軽部潤子・しげの秀一・寺沢大介・深見じゅん・福本伸行・藤本由香里・森川ジョージ（賞状・ブロンズ像・副賞100万円）
- 児童部門
  - 『キッチンのお姫さま』：安藤なつみ（原作：小林深雪）（なかよし/講談社）

- 少年部門
  - 『エア・ギア』：大暮維人（週刊少年マガジン/講談社）

- 少女部門
  - 『ライフ』：すえのぶけいこ（別冊フレンド/講談社）

- 一般部門
  - 『蟲師』：漆原友紀（月刊アフタヌーン/講談社）

第31回（2007年〈平成19年〉度）
選考委員：軽部潤子・しげの秀一・寺沢大介・深見じゅん・福本伸行・藤本由香里・森川ジョージ（賞状・ブロンズ像・副賞100万円）
- 児童部門
  - 『天使のフライパン』：小川悦司（コミックボンボン/講談社）

- 少年部門
  - 『さよなら絶望先生』：久米田康治（週刊少年マガジン/講談社）
  - 『DEAR BOYS ACT2』：八神ひろき（月刊少年マガジン/講談社）

- 少女部門
  - 『IS』：六花チヨ（Kiss/講談社）

- 一般部門
  - 『おおきく振りかぶって』：ひぐちアサ（月刊アフタヌーン/講談社）

第32回（2008年〈平成20年〉度）
選考委員：軽部潤子・しげの秀一・寺沢大介・深見じゅん・福本伸行・藤本由香里・森川ジョージ（賞状・ブロンズ像・副賞100万円）
- 児童部門
  - 『しゅごキャラ!』：PEACH-PIT（なかよし/講談社）

- 少年部門
  - 『最強!都立あおい坂高校野球部』：田中モトユキ（週刊少年サンデー/小学館）

- 少女部門
  - 『君に届け』：椎名軽穂（別冊マーガレット/集英社）

- 一般部門
  - 『もやしもん』：石川雅之（イブニング/講談社）

第33回（2009年〈平成21年〉度）
選考委員：上田美和・軽部潤子・しげの秀一・寺沢大介・福本伸行・藤本由香里・森川ジョージ（賞状・ブロンズ像・副賞100万円）
- 児童部門
  - 『名探偵夢水清志郎事件ノート』：えぬえけい（原作：はやみねかおる）（なかよしラブリー/講談社）

- 少年部門
  - 『Q.E.D. 証明終了』：加藤元浩（マガジンイーノ/講談社）
  - 『FAIRY TAIL』：真島ヒロ（週刊少年マガジン/講談社）

- 少女部門
  - 『潔く柔く』：いくえみ綾（月刊Cookie/集英社）

- 一般部門
  - 『ああっ女神さまっ』：藤島康介（月刊アフタヌーン/講談社）

- 講談社創業100周年記念特別賞
  - ちばてつや

### 2010年代
第34回（2010年〈平成22年〉度）
選考委員：上田美和・しげの秀一・寺沢大介・福本伸行・藤本由香里・松苗あけみ・森川ジョージ（賞状・ブロンズ像・副賞100万円）
- 児童部門
  - 『イナズマイレブン』：やぶのてんや（コロコロコミック/小学館）

- 少年部門
  - 『ダイヤのA』：寺嶋裕二（週刊少年マガジン/講談社）

- 少女部門
  - 『海月姫〜くらげひめ〜』：東村アキコ（Kiss/講談社）

- 一般部門
  - 『GIANT KILLING』：ツジトモ（原案：綱本将也）（モーニング/講談社）

第35回（2011年〈平成23年〉度）
選考委員：安童夕馬・上田美和・藤沢とおる・藤島康介・前川たけし・松苗あけみ・三田紀房（賞状・ブロンズ像・副賞100万円）
- 児童部門
  - 『ほんとにあった!霊媒先生』：松本ひで吉（月刊少年ライバル/講談社）

- 少年部門
  - 『進撃の巨人』：諫山創（別冊少年マガジン/講談社）

- 少女部門
  - 『ちはやふる』：末次由紀（BE・LOVE/講談社）

- 一般部門
  - 『宇宙兄弟』：小山宙哉（モーニング/講談社）
  - 『3月のライオン』：羽海野チカ（ヤングアニマル/白泉社）

第36回（2012年〈平成24年〉度）
選考委員：安童夕馬・上田美和・藤沢とおる・藤島康介・前川たけし・松苗あけみ・三田紀房（賞状・ブロンズ像・副賞100万円）
- 児童部門
  - 『わたしに××しなさい!』：遠山えま（なかよし/講談社）

- 少年部門
  - 『ましろのおと』：羅川真里茂（月刊少年マガジン/講談社）

- 少女部門
  - 『失恋ショコラティエ』：水城せとな（月刊フラワーズ/小学館）

- 一般部門
  - 『ヴィンランド・サガ』：幸村誠（月刊アフタヌーン/講談社）

第37回（2013年〈平成25年〉度）
選考委員：安童夕馬・上田美和・藤沢とおる・藤島康介・前川たけし・松苗あけみ・三田紀房（賞状・ブロンズ像・副賞100万円）
- 児童部門
  - 『どうぶつの国』：雷句誠（別冊少年マガジン/講談社）

- 少年部門
  - 『四月は君の嘘』：新川直司（月刊少年マガジン/講談社）

- 少女部門
  - 『俺物語!!』：アルコ（原作：河原和音）（別冊マーガレット/集英社）

- 一般部門
  - 『グラゼニ』：アダチケイジ（原作：森高夕次）（モーニング/講談社）
  - 『監獄学園』：平本アキラ（週刊ヤングマガジン/講談社）

第38回（2014年〈平成26年〉度）
選考委員：安童夕馬・小林深雪・藤沢とおる・藤島康介・前川たけし・松苗あけみ・三田紀房（賞状・ブロンズ像・副賞100万円）
- 児童部門
  - 『妖怪ウォッチ』：小西紀行（月刊コロコロコミック/小学館）

- 少年部門
  - 『ベイビーステップ』：勝木光（週刊少年マガジン/講談社）

- 少女部門
  - 『たいようのいえ』：タアモ（デザート/講談社）

- 一般部門
  - 『昭和元禄落語心中』：雲田はるこ（ITAN/講談社）

第39回（2015年〈平成27年〉度）
選考委員：安童夕馬・小林深雪・藤沢とおる・藤島康介・前川たけし・三田紀房・山下和美（賞状・ブロンズ像・副賞100万円）
- 少年部門
  - 『七つの大罪』：鈴木央（週刊少年マガジン/講談社）
  - 『弱虫ペダル』：渡辺航（週刊少年チャンピオン/秋田書店）

- 少女部門
  - 『逃げるは恥だが役に立つ』：海野つなみ（Kiss/講談社）

- 一般部門
  - 『シドニアの騎士』：弐瓶勉（月刊アフタヌーン/講談社）

- 特別賞
  - 『クッキングパパ』：うえやまとち（モーニング/講談社）

＊ 児童部門は、第39回をもって少年部門および少女部門と統合された。
第40回（2016年〈平成28年〉度）
選考委員 ： 赤松健、うえやまとち、大暮維人、加瀬あつし、小林深雪、森高夕次、山下和美（賞状・ブロンズ像・副賞100万円）
- 少年部門
  - 『DAYS』：安田剛士（週刊少年マガジン/講談社）

- 少女部門
  - 『私がモテてどうすんだ』：ぢゅん子（別冊フレンド/講談社）

- 一般部門
  - 『コウノドリ』：鈴ノ木ユウ（モーニング/講談社）

第41回（2017年〈平成29年〉度）
選考委員 ： 赤松健、うえやまとち、大暮維人、加瀬あつし、小林深雪、森高夕次、山下和美（賞状・ブロンズ像・副賞100万円）
- 少年部門
  - 『将国のアルタイル』：カトウコトノ（月刊少年シリウス/講談社）

- 少女部門
  - 『PとJK』：三次マキ（別冊フレンド/講談社）

- 一般部門
  - 『ザ・ファブル』：南勝久（週刊ヤングマガジン/講談社）

第42回（2018年〈平成30年〉度）
選考委員: 赤松健、うえやまとち、大暮維人、加瀬あつし、小林深雪、森高夕次、大和和紀（賞状・ブロンズ像・副賞100万円）
- 少年部門
  - 『BEASTARS』：板垣巴留（週刊少年チャンピオン/秋田書店）

- 少女部門
  - 『透明なゆりかご』：沖田×華（ハツキス/講談社）

- 一般部門
  - 『傘寿まり子』：おざわゆき（BE・LOVE/講談社）
  - 『フラジャイル』 ： 恵三朗（原作：草水敏）（アフタヌーン/講談社）

第43回（2019年〈令和元年〉度）
選考委員:赤松健、うえやまとち、大暮維人、加瀬あつし、東村アキコ、森高夕次、大和和紀（賞状・ブロンズ像・副賞100万円）
- 少年部門
  - 『五等分の花嫁』：春場ねぎ（週刊少年マガジン/講談社）
  - 『不滅のあなたへ』：大今良時（週刊少年マガジン/講談社）

- 少女部門
  - 『パーフェクトワールド』：有賀リエ（Kiss/講談社）

- 一般部門
  - 『きのう何食べた?』：よしながふみ（モーニング/講談社）

- 講談社創業110周年特別賞
  - 『島耕作』シリーズ：弘兼憲史（モーニング・イブニング/講談社）
  - 『はじめの一歩』：森川ジョージ（週刊少年マガジン/講談社）

### 2020年代
第44回（2020年〈令和2年〉度）
選考委員：赤松健、うえやまとち、大暮維人、加瀬あつし、東村アキコ、森高夕次、大和和紀（賞状・ブロンズ像・副賞100万円）
漫画の多様化に対応して、より多くの作品を候補対象とする為、この回にて一般部門は総合部門と改める。
- 少年部門 
  - 『東京卍リベンジャーズ』 和久井健（週刊少年マガジン/講談社）

- 少女部門
  - 『僕と君の大切な話』 ろびこ（デザート/講談社）

- 総合部門
  - 『ブルーピリオド』 山口つばさ（月刊アフタヌーン/講談社）

第45回（2021年〈令和3年〉度）
選考委員：海野つなみ、小川悦司、久米田康治、東村アキコ、三田紀房、大和和紀、幸村誠（賞状・ブロンズ像・副賞100万円）
- 少年部門 
  - 『ブルーロック』 金城宗幸・ノ村優介（週刊少年マガジン/講談社）

- 少女部門
  - 『花野井くんと恋の病』 森野萌（デザート/講談社）

- 総合部門
  - 『ゆりあ先生の赤い糸』 入江喜和（BE・LOVE/講談社）

第46回（2022年〈令和4年〉度）
選考委員：海野つなみ、小川悦司、久米田康治、東村アキコ、三田紀房、大和和紀、幸村誠（賞状・ブロンズ像・副賞100万円）
- 少年部門 
  - 『転生したらスライムだった件』 伏瀬・川上泰樹（月刊少年シリウス/講談社）

- 少女部門
  - 『星降る王国のニナ』 リカチ（BE・LOVE/講談社）

- 総合部門
  - 『ハコヅメ〜交番女子の逆襲〜』 泰三子（モーニング/講談社）

第47回（2023年〈令和5年〉度）
選考委員：海野つなみ、小川悦司、久米田康治、はやみねかおる、東村アキコ、三田紀房、幸村誠（賞状・ブロンズ像・副賞100万円）
- 少年部門
  - 『シャングリラ・フロンティア〜クソゲーハンター、神ゲーに挑まんとす〜』 硬梨菜・不二涼介（週刊少年マガジン/講談社）

- 少女部門
  - 『あの子の子ども』 蒼井まもる（別冊フレンド/講談社）

- 総合部門
  - 『スキップとローファー』 高松美咲（月刊アフタヌーン/講談社）

第48回（2024年〈令和6年〉度）
選考委員：安藤なつみ、海野つなみ、小川悦司、久米田康治、はやみねかおる、三田紀房、幸村誠（賞状・ブロンズ像・副賞100万円）
- 少年部門
  - 『葬送のフリーレン』 山田鐘人・アベツカサ（週刊少年サンデー/小学館）

- 少女部門
  - 『きみの横顔を見ていた』 いちのへ瑠美（別冊フレンド/講談社）

- 総合部門
  - 『メダリスト』 つるまいかだ（月刊アフタヌーン/講談社）

第49回（2025年〈令和7年〉度）
選考委員：安藤なつみ、海野つなみ、小川悦司、久米田康治、はやみねかおる、三田紀房、幸村誠（賞状・ブロンズ像・副賞：少年部門は200万円、少女部門と総合部門は100万円）
- 少年部門
  - 『バーサス』 ONE・あずま京太郎・bose（月刊少年シリウス/講談社）

- 少女部門
  - 『恋せよまやかし天使ども』 卯月ココ（デザート/講談社）

- 総合部門
  - 『ヒストリエ』 岩明均（月刊アフタヌーン/講談社）